# Lodovico Giustini

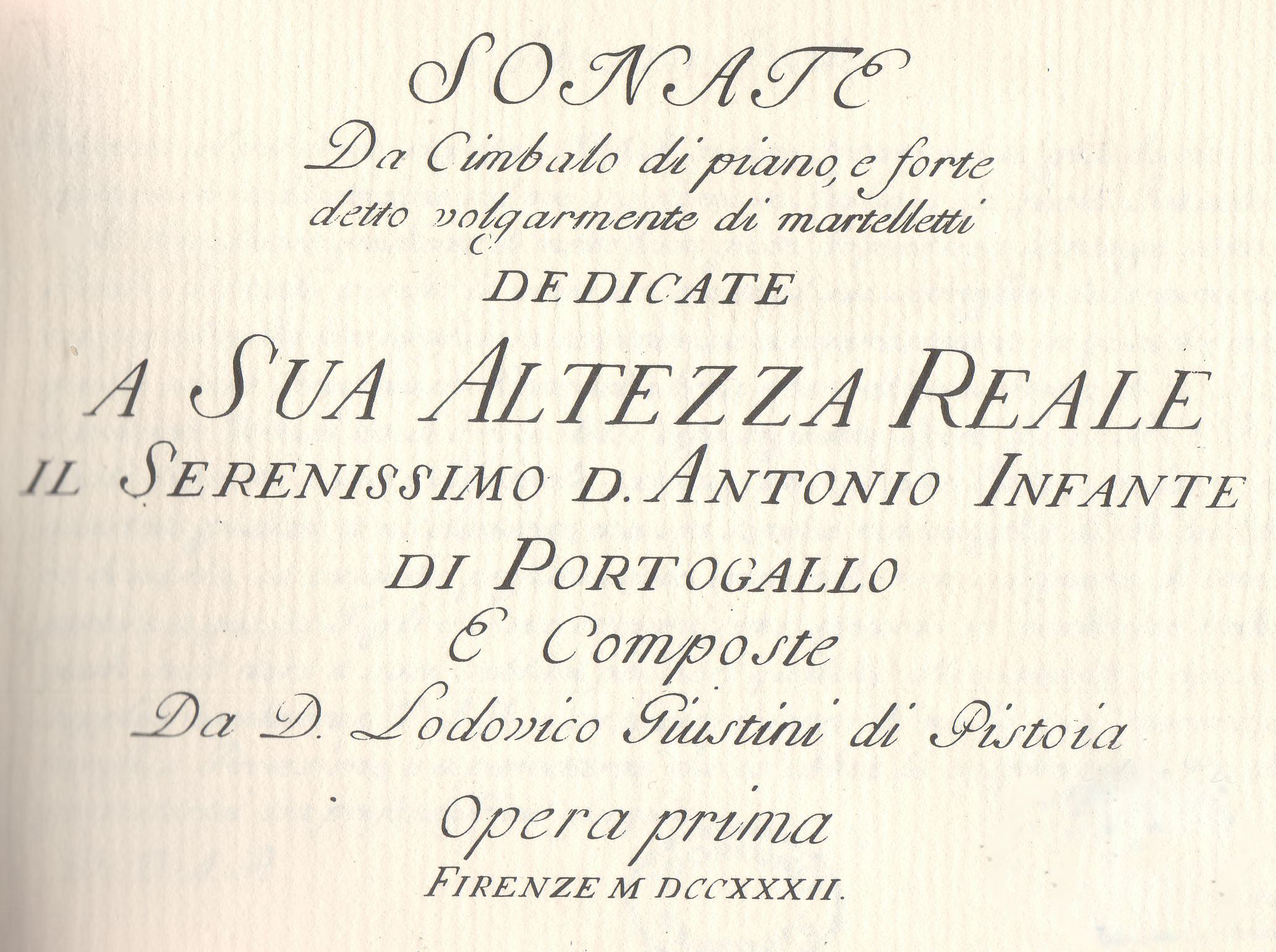
Titelblatt von Lodovico Giustinis "Sonate da cimbalo di piano e forte detta volgarmente di martelletti", Florenz 1732

Lodovico Maria Giustini (* 12. Dezember 1685 in Pistoia; † 7. Februar 1743 ebenda) war ein italienischer Komponist und Organist.

## Leben und Wirken
Nur wenig ist über das Leben und Wirken von Lodovico Giustini bekannt. Er entstammte eine Musikerfamilie und war in seiner Heimatstadt als Organist in mehreren Kirchen (ab 1734 auch in der Kathedrale) tätig. Während einer längeren Abwesenheit von Pistoia im Sommer 1732 sind im nahe gelegenen Florenz, die Sonate da cimbalo di piano e forte detta volgarmente di martelletti, op. 1, als Auftrag des brasilianischen Geistlichen und Diplomaten João de Seixas da Fonseca Borges entstanden. 
Bei dieser Sonatensammlung handelt es sich um die ersten überlieferten Kompositionen, die explizit für das von Bartolomeo Cristofori gegen Ende des 17. Jahrhunderts entwickelte Hammerklavier (Fortepiano) geschrieben wurden. Sie sind dem jüngeren Bruder des portugiesischen Königs Johann V., Don Antonio de Bragança, gewidmet. Die Sonaten dieser Sammlung sind Suiten vom Typ der Kirchensonate mit vier bis fünf Sätzen, bei denen die neuen Möglichkeiten des Hammerklaviers, durch unterschiedliches Gewicht des Anschlags die Lautstärke und Betonung zu bestimmen, zur Geltung kommen – im Gegensatz zu den zeitgenössischen Kompositionen für Cembalo. Diese Kompositionen Giustinis markieren die Tür zu einer neuen Epoche in der Musikgeschichte, in der die Affekte mehr Gewicht bekamen und über die Differenzierung der Klangfarben vermittelt werden. Manche bisher als ausdrucklos empfundene Tonfolge wurde damit salonfähig. Es handelt sich aber noch nicht um Klaviersonaten vom Typus des späten 18. Jahrhunderts oder eines Domenico Scarlatti, auch wenn die „Essercizi per gravicembalo“ von Scarlatti (1738/1739 erschienen) durch die neuen Möglichkeiten der Tonsprache in Giustinis Kompositionen am portugiesischen Hof nicht unbeeinflusst geblieben sind. Über die Rezeption der Sonaten am portugiesischen Hof, die von João de Seixas da Fonseca Borges als Gastgeschenk überreicht wurden, ist nichts überliefert.

## Werkausgaben
Eine Faksimile-Ausgabe des Erstdrucks wurde von dem 2010 liquidierten Verlag Editions Minkoff in Genf herausgebracht. Erschienen ist außerdem eine dreibändige Ausgabe im modernen Druckbild mit Korrekturen der im Original enthaltenen Fehler durch Dominique Ferran (Drake Mabry Publishing, San Diego Kalifornien). Die offensichtlichen Fehler in den Druckplatten von 1732 lassen es zweifelhaft erscheinen, dass der Druck vor der Freigabe tatsächlich von Giustini durchgesehen wurde.

## Einspielungen
Tonaufnahmen der Klaviersonaten von Lodovico Giustini sind bisher rar, aber im März 2010 ist eine Gesamteinspielung aller zwölf Sonaten auf der Cristofori-Replik von Kerstin Schwarz durch Andrea Coen (Brilliant Classics 5028421940218) erschienen und seit Juni 2010 gibt es die Sonaten I,II,VII,VIII,X und XI mit Wolfgang Brunner auf der Thiemann-Replik eines Cristofori-Fortepianos (cpo 2458301). Der 1. Satz der g-Moll Sonate aus Brunners Aufnahme kann als Video auf YouTube zusammen mit einer Darstellung der Cristofori-Mechanik angesehen werden. Jeweils 5 Sonaten wurden von Edwin Good im Jahr 2008 auf einer Replik des 1720er Instruments von Bartolomeo Cristofori (www.arpicimbalo.com) und 1996 von Cremilde Rosado Fernandes auf einem Antunes Fortepiano (Numerica NUM 1047) veröffentlicht. Eine Liveaufnahme der Sonaten I und X mit Wolfgang Brunner von den „Tagen Alter Musik“ in Herne 1996 auf einer Sammeleinspielung der Veranstaltung vom Kulturamt der Stadt Herne („...fliessen rechts zur Donau hin“) ist inzwischen vergriffen. Eine Einspielung der 5. Sonate durch Luca Guglielmi findet sich auf einer Sammel-CD aus dem Jahre 2002, die Bartolomeo Cristofori gewidmet ist (Stradivarius STR 33608). Vergriffen ist eine Aufnahme, die von  Mieczysław Horszowski 1980 auf einem Hammerflügel eingespielt wurde. Sie enthält die Sonaten I,IV,VII,X und ist auf dem Label Titanic Records unter der Bestellnummer Ti-78 auf zwei LP erschienen.